# Владимировка (район имени Полины Осипенко)
В Хабаровском крае в районе имени Лазо тоже есть село Владимировка.
Влади́мировка — село в районе имени Полины Осипенко Хабаровского края. Административный центр сельского поселения «Село Владимировка».

## Население
| 1992 | 2002 | 2010 | 2011 | 2012 | 2012 | 2013 |
| ---- | ---- | ---- | ---- | ---- | ---- | ---- |
| 274  | ↘265 | ↘251 | →251 | ↘248 | →248 | ↗260 |
| 2014 | 2015 | 2016 | 2017 | 2018 | 2019 | 2020 |
| ↗261 | →261 | ↘257 | ↘253 | ↗258 | ↗259 | ↘243 |
| 2021 |      |      |      |      |      |      |
| ↘205 |      |      |      |      |      |      |

### Национальный состав
Национальное негидальское село.

## Улицы
- ул. Советская,
- ул. Таежная,
- ул. Школьная.

## Транспорт
Не имеет постоянного сообщения с райцентром — селом имени Полины Осипенко.